# Галантини, Ипполито

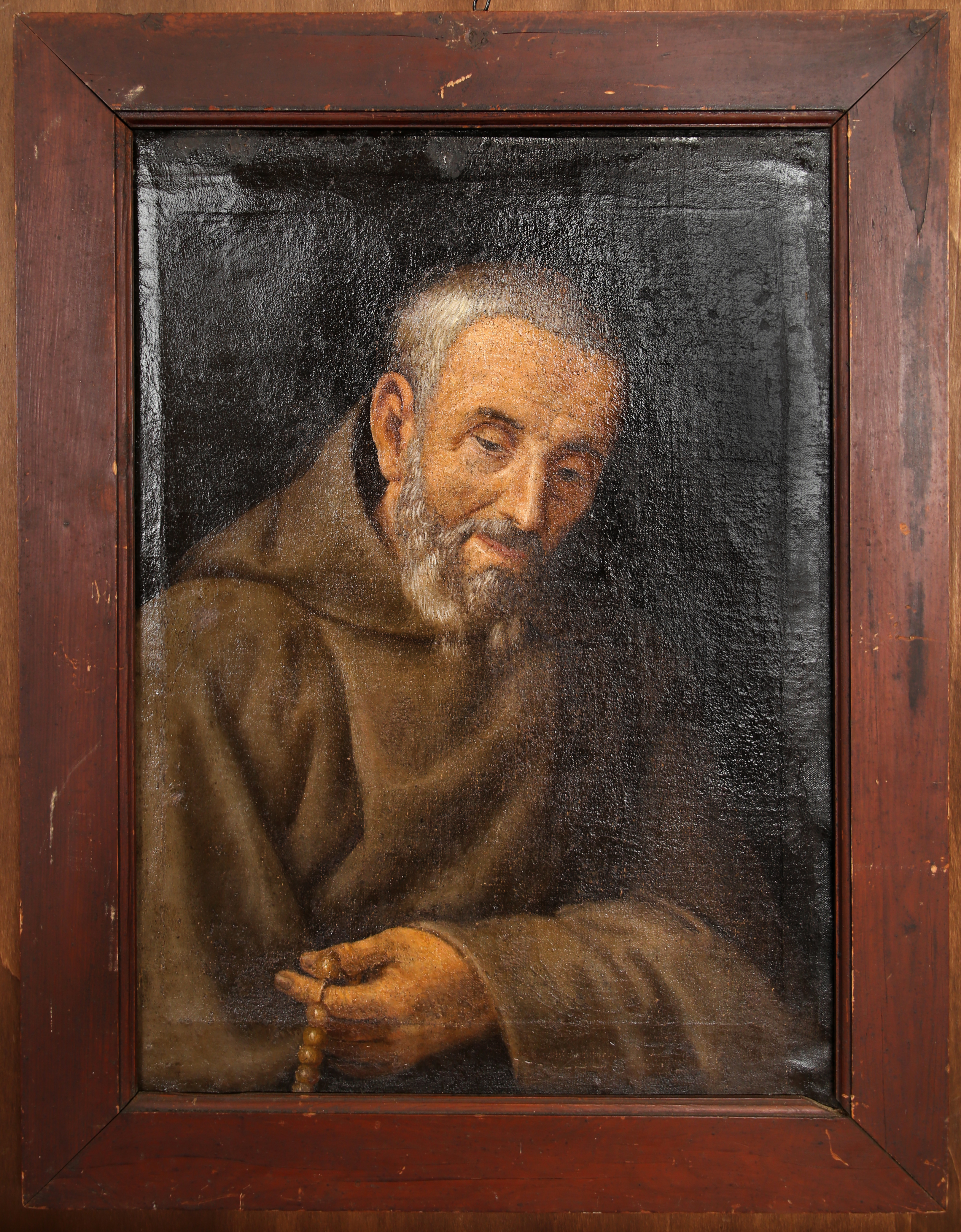
Beato Ranieri da Sansepolcro, 1650-1700 ca.

Ипполито Галантини (итал. Ippolito Galantini; 31 января 1627, Флоренция — 2 апреля 1706, Флоренция) — итальянский художник эпохи барокко и религиозный деятель. Известен под прозваниями Капуцин (итал. Il Capuccino) и Генуэзский Священник (Il Prete Genovese).
Родившийся во Флоренции в 1627 году, он некоторое время был учеником Стефанески, под чьим влиянием стал монахом ордена капуцинов (отсюда оба прозвища, под которыми он известен). Его отправили миссионером в Индию, где он провел несколько лет, а по возвращении в Европу написал несколько картин для церквей своего ордена. В галерее Уффици во Флоренции хранится его автопортрет. 
Галантини умер в 1706 году в монастыре Монтуги, близ Флоренции. Среди его учениц была Джованна Фрателлини.